# Hughes Aircraft

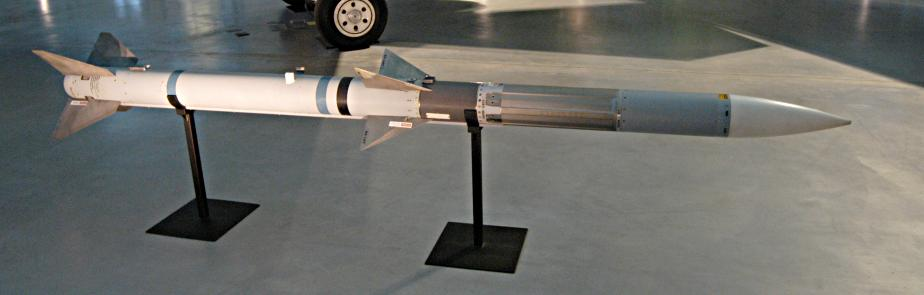
desarrollo de Hughes del AIM-120 AMRAAM, uno de los más avanzados misiles aire-aire en su momento

Hughes Aircraft Company fue una empresa aeroespacial y de defensa fundada por Howard Hughes. El grupo, tenía su central en Ballona Creek, Culver City, California.
Hughes Aircraft fue adquirida por General Motors en 1985. Hughes Aircraft fue vendida a Raytheon en 1997 y los laboratorios de investigación Hughes fueron divididos entre Boeing, GM, y Raytheon. Raytheon vendió su participación a GM y Boeing, pero continúa siendo cliente de Hughes Research Laboratories. Hughes Space and Communications Company fue adquirida por Boeing en el año 2000 y fue renombrada como Boeing Satellite Development Center. GM vendió Hughes Electronics a News Corporation que la renombró como DirecTV Group.

## Historia

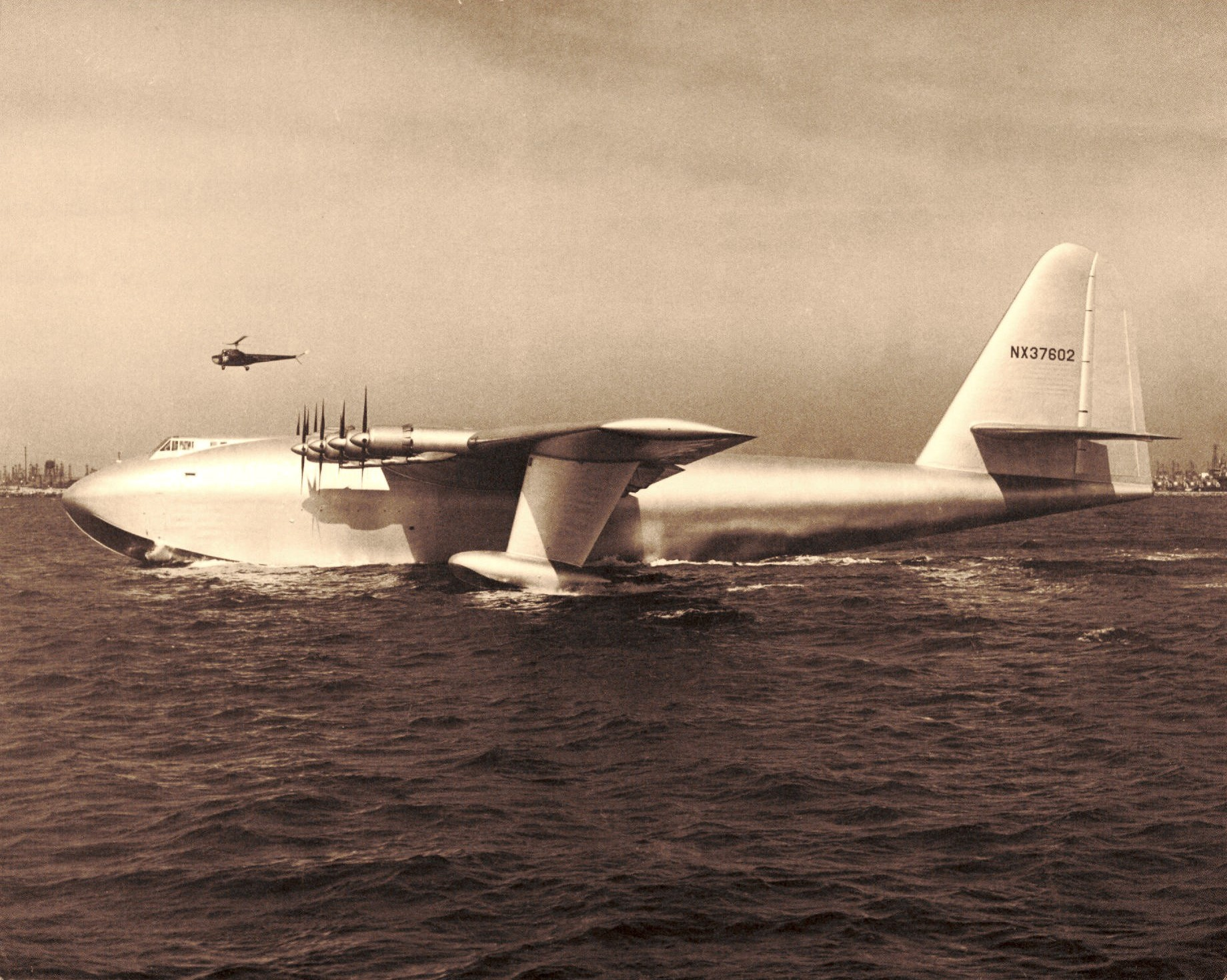
Hughes H-4 Hercules "Spruce Goose"

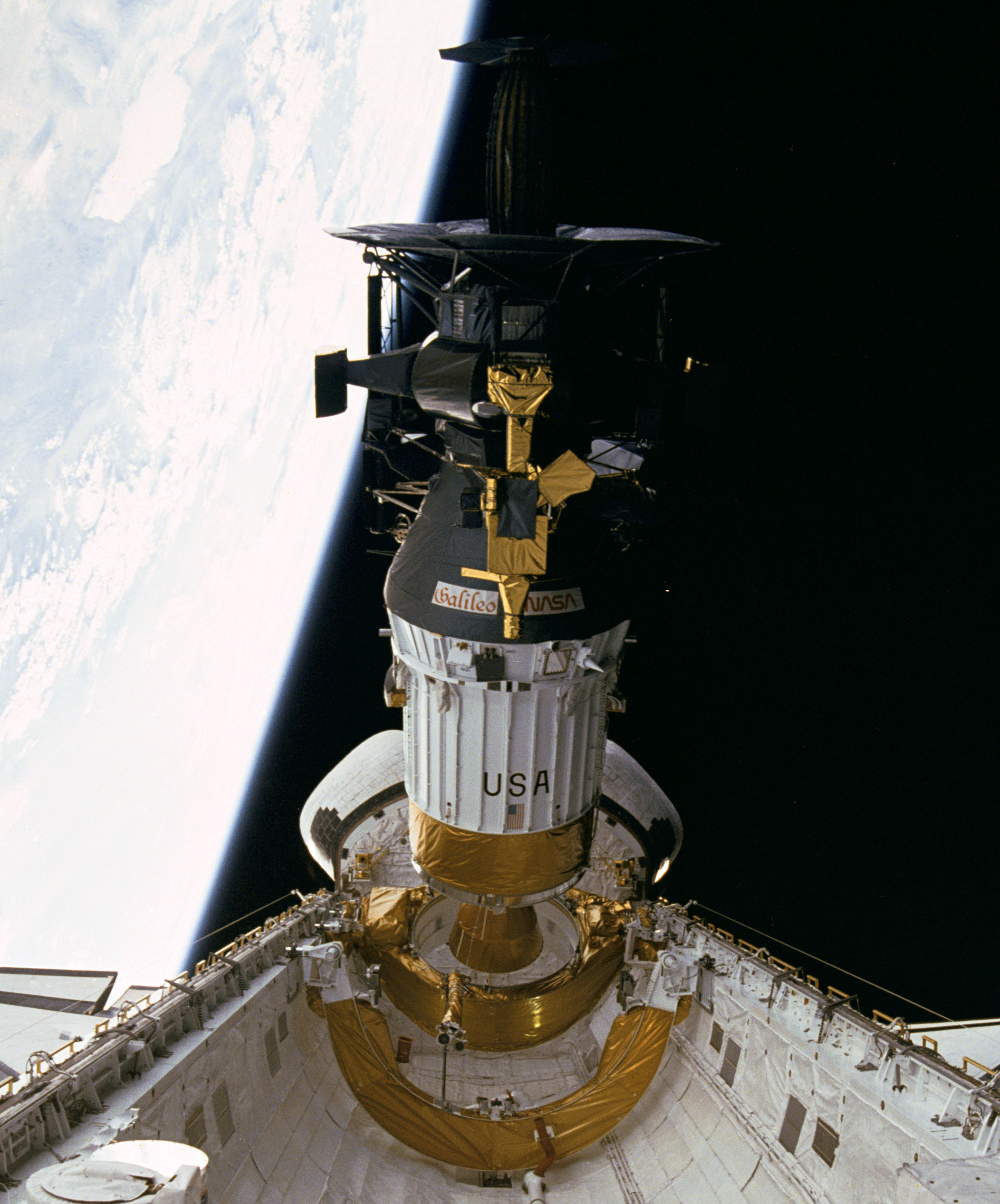
Sonda Galileo de Hughes

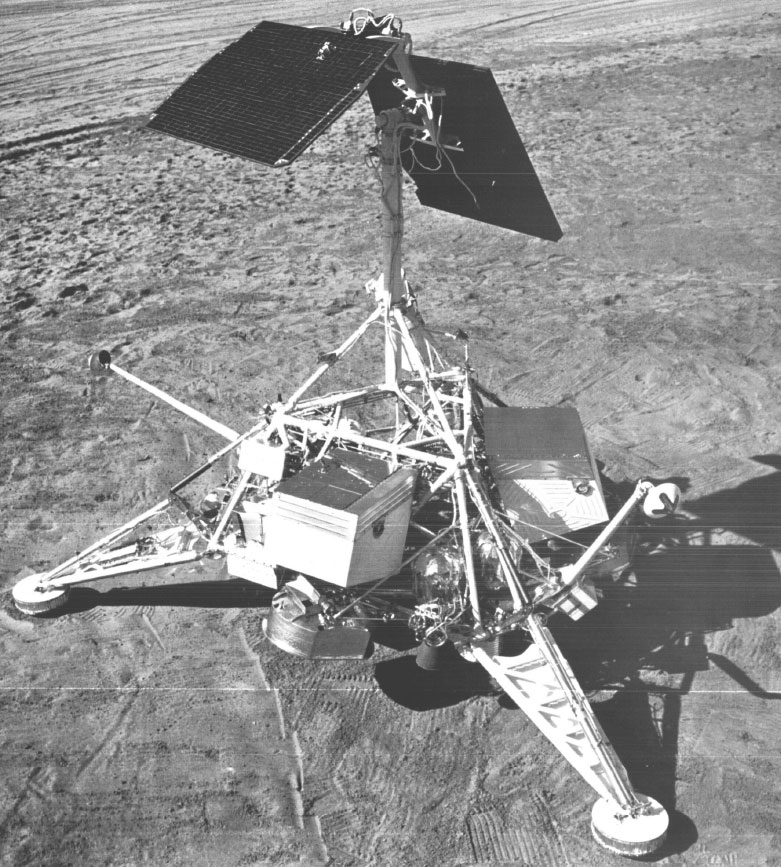
Surveyor lunar lander de la NASA construido por Hughes

En 1932, Howard Hughes Jr. fundó Hughes Aircraft Company que operaba desde Grand Central Airport en Glendale como una división de Hughes Tool Company. En 1935 Hughes, junto al ingeniero aeronáutico Glenn Odekirk, construyó el H-1 Racer, el cual, incluía muchos conceptos aerodinámicos que no eran usados hasta entonces, incluyendo el tren de aterrizaje retráctil, carlinga cerrada, y el primer uso de remaches empotrados. El H-1 consiguió varios récord de velocidad durante los años siguientes, e hicieron de Hughes un nombre conocido.
Durante la Segunda Guerra Mundial la compañía, fue designada para construir varios prototipos, incluido el famoso Hughes H-4 Hércules, también conocido como "Spruce Goose" (Ganso de Madera). Al comienzo de la guerra Hughes Aircraft tenía solo cuatro trabajadores a tiempo completo. Al final, el número era de 80.000.

### Posguerra
Hughes Aircraft fue una de las empresas aeroespaciales y de defensa que floreció en el sur de California antes y después de la Segunda Guerra Mundial, y uno de los mayores empleadores en esa área.
Desde el verano de 1947, ciertos políticos, comenzaron a hacer cuestiones acerca de la mala gestión de Hughes en los proyectos del ganso de madera y del avión de reconocimiento fotográfico XF-11. Se formó un comité especial para investigar a Hughes el cual, culminó en una investigación del senado que fue muy seguida, y que se convirtió en la primera en ser televisada. A pesar del duro informe crítico emitido por el comité, Hughes fue exonerado.
En 1948 Hughes creó una nueva división de la compañía, el Aerospace Group. Dos ingenieros de Hughes, Simon Ramo y Dean Wooldridge, idearon nuevos paquetes de electrónica para construir sistemas de control de tiro completo. Su sistemaMA-1 combinaba señales del radar del avión con una computadora analógica para guiar automáticamente a un interceptor a la mejor posición para disparar sus misiles. Al mismo tiempo que otros equipos trabajaban con la recién formada USAF en misiles airea - aire, entregó el AIM-4 Falcon, entonces conocido como F-98. El MA-1/Falcon con varias mejoras en su equipamiento, se convirtió en el principal interceptor de los Estados Unidos durante algunos años, finalizando su servicio en los años 80. Ramo y Wooldridge, no pudieron alcanzar un acuerdo en problemas de gerencia con Howard Hughes, dimitieron de sus puestos en septiembre de 1953, para fundar Ramo-Wooldridge Corporation, que posteriormente se unió a Thompson Products para formar TRW, otra compañía aeroespacial, y el mayor competidor de Hughes Aircraft.
Howard Hughes donó Hughes Aircraft al recién fundado Howard Hughes Medical Institute en 1953 como forma de evitar impuestos sobre su gran patrimonio. Al año siguiente, L.A. "Pat" Hyland fue contratado como vicepresidente y mánager general de Hughes Aircraft; Tras la muerte de Howard Hughes 1976, actuó como su presidente.
Bajo la dirección de Hyland, el grupo aeroespacial, continuó diversificándose, y llegó a ser muy productiva, y el eje de la compañía. La compañía, desarrolló sistemas de radar, sistemas electro-ópticos, el primer láser útil, sistemas de ordenadores para aeronaves, sistemas de misiles, motores de propulsión de iones (para viajes espaciales), y otras tecnologías avanzadas.

## Línea temporal
- 1932: Howard Hughes funda Hughes Aircraft Company como una división de Hughes Tool Company.
- 1948: Hughes fundó el Aerospace Group dentro de la compañía, dividida en:
  - Hughes Space and Communications Group
  - Hughes Space Systems Division
- 1953: Fue fundado el Howard Hughes Medical Institute (HHMI) , y fue refundada Hughes Aircraft como una subsidiaria de la fundación.
- 1955: Hughes fundó su división de helicópteros, Aircraft Division
- 1960: Hughes Research Laboratories produce el primer láser, obra de Theodore Maiman
- 1961: se funda Hughes Space and Communications Company junto a Hughes Space and Communications Group, Hughes Space Systems Division y Hughes Research Laboratories se completa el traslado a Malibú.
- 1972: Hughes vende la división Hughes Tool Company. Sus intereses restantes fueron transferidos a Summa Corporation.
- 1976: Toolco Aircraft se convierte en Hughes Helicopters
- 1976: Howard Hughes muere a la edad de 70, sin dejar testamento
- 1984: Summa Corporation vende Hughes Helicopters a McDonnell Douglas por 500 millones de $; que es renombrada McDonnell Douglas Helicopters.
- 1984: La Corte de Justicia de Delaware designa ocho fideicomisarios para Howard Hughes Medical Institute; ellos, deciden la venta de Hughes Aircraft.
- 1985: El HHMI vende Hughes Aircraft a General Motors por $5.200 millones. Se une a GM's Delco Electronics para formar Hughes Electronics. Este grupo, consistía en:
  - Delco Electronics Corporation
  - Hughes Aircraft Company
  - Hughes Space and Communications Company
  - Hughes Network Systems
  - DirecTV
- 1987: Hughes Aircraft Company adquiere M/A-COM Telecommunications, para fundar Hughes Network Systems
- 1994: Hughes Electronics introduce DirecTV
- 1995: Hughes Space and Communications Company se convierte en el mayor suministrador de satélites comerciales.
- 1995: Hughes Electronics adquiere Magnavox Electronic Systems de Carlyle Group
- 1996: Hughes Electronics y PanAmSat agree to merge their fixed satellite services into a new publicly held company, also called PanAmSat with Hughes Electronics as majority shareholder.
- 1997: GM transfiere Delco Electronics de Hughes Electronics a Delphi Automotive Systems. Delphi se independiza en 1999.
- 1997: Aerospace and defense operations de Hughes Electronics (Hughes Aircraft) se une a Raytheon; Raytheon también adquiere la mitad de Hughes Research Laboratories
- 2000: Hughes Space and Communications Company continua independiente hasta el año 2000, cuando es adquirida por Boeing y se convierte en Boeing Satellite Development Center. Boeing adquiere también un tercio de Hughes Research Laboratories LLC de la cual, es copropietaria junto a GM and Raytheon.
- 2003: Los restos de Hughes Electronics: DirecTV, DirecTV Latin America, PanAmSat y Hughes Network Systems son adquiridos por  News Corp que los renombra The DirecTV Group.
  - Newscorp vende PanAmSat a Kohlberg Kravis Roberts & Co. (KKR) en agosto de 2004.
  - SkyTerra Communications, Inc. completa su compra del 100% de Hughes Network Systems desde DirecTV Group en enero de 2006.